# Азиатский маршрут AH4
Маршрут AH4 (Asian Highway 4) — один из основных маршрутов международной азиатской сети, соединяющий Новосибирск с пакистанским портом Карачи через территории Монголии и Китая. Общая длина — 6 024 километра.
Маршрут начинается от Новосибирска, проходит через Бийск, Ярантай, Урумчи, Исламабад и заканчивается в Карачи.

## Маршрут

### Россия
По территории России маршрут имеет протяжённость 962 километра и полностью совпадает с федеральной трассой Р256 «Чуйский тракт». Дорога асфальтирована на всём протяжении. Пересекает два горных перевала — Семинский и Чике-Таман. На российско-монгольской границе в районе села Ташанта работает автомобильный пункт пропуска.

### Монголия
- A0306 — от границы с Россией около Улаанбайшинта до Улгия (97 км)
- A0305 — от Улгия до Ховда (178 км)
- A0304 — от Ховда до Манхана (76 км)
- A14 — от Манхана до Булгана (305 км)
- A14 — от Булгана до границы с КНР близ Ярантая (47 км)[2].

### Китай
- S320 Road: от Ташкент (Синьцзян) до Кёктокая (319 км)
- Годао 216: Кёктокай — Урумчи (до AH5) (433 км)
- G30:Урумчи — Токсун
- G3012: Токсун — Кашгар
- Годао 314: Кашгар — Ташкурган — граница с Пакистаном (1948 км)
  - Граница с Пакистаном (Хунджерабский перевал) проходит на высоте 4693 метра.

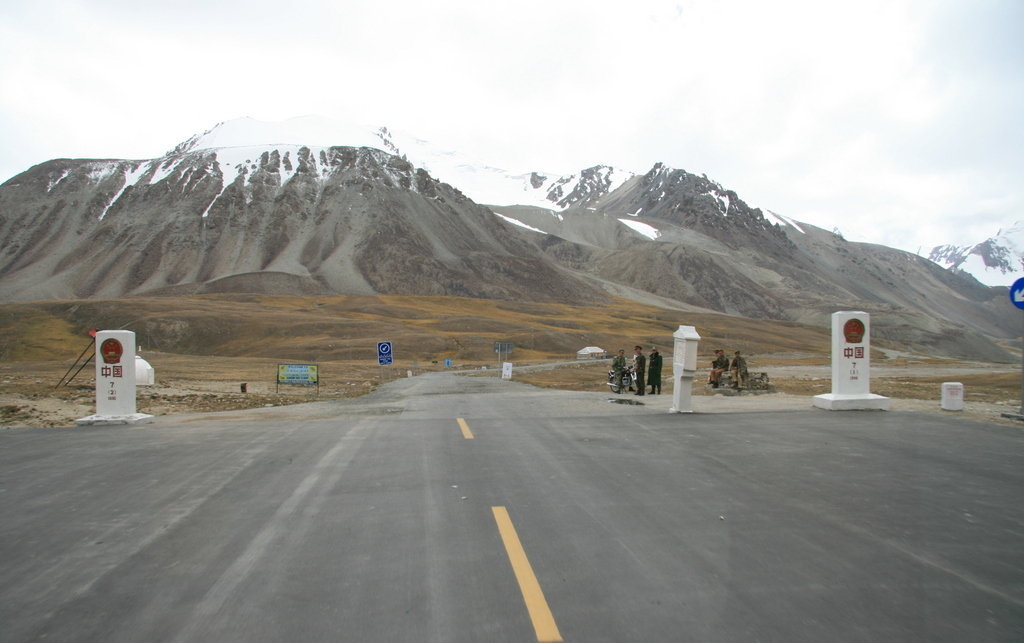
Участок дороги на китайско-пакистанской границе

### Пакистан
- Хунджерабский перевал — Суст — Хасан Абдаль
- Хасан Абдаль — Исламабад
- Исламабад — Лахор
- Лахор — Мултан — Суккур — Карачи.